# Simon Gintzler
Simon Gintzler (Sudtirolo, 1490 circa – Trento, dopo il 1550) è stato un compositore e liutista tedesco.

## Biografia
Nato presumibilmente in una località dell'Alto Adige (appartenente, nel XVI secolo, al Sacro romano impero), Simon Gintzler fu liutista del vescovo principe di Trento e amministratore di Bressanone cardinale Cristoforo Madruzzo. In questa veste verosimilmente Gintzler accompagnò Madruzzo nei suoi viaggi in Spagna, nei Paesi Bassi, nelle Fiandre e in Germania. Durante l'attività a Trento, nel 1547, pubblicò un testo di musiche in stile italiano (Intabolatura, ecc.) contenente sei pezzi originali e una trentina di trascrizioni imitative contrappuntistiche (ricercari, mottetti, madrigali e canzoni francesi) di autori quali Josquin des Prés, Philippe Verdelot, Adrian Willaert, ecc.). Ebbe inoltre anche contatti con musicisti tedeschi, come Hans Gerle.

## Opere
- Simon Gintzler, Intabolatura de lauto, de recercari mottetti madrigali et canzon francese: libro primo, di Simon Gintzler musico del reverendissimo cardinale di Trento. Venetia : A. Gardane, 1547
- Simon Gintzler, Preambel (partitura). Leipzig : Quelle & Meyer, 1926
- Simon Gintzler, Ricercari (partitura; trascrizione di Oscar Chilesotti), Leipzig : Breitkopf & Hartel